# Steciwka (rejon zwinogródzki)
Steciwka (ukr. Стецівка) – wieś na Ukrainie, w obwodzie czerkaskim, w rejonie zwinogródzkim, w hromadzie Watutine. W 2001 liczyła 1953 mieszkańców, wśród których 1936 wskazało jako ojczysty język ukraiński, 15 rosyjski, 1 białoruski, a 1 ormiański.